# 킬힐
《킬힐》은 2022년 3월 9일부터 2022년 4월 21일까지 방송되었던 tvN 수목 드라마였다.

## 기획 의도
홈쇼핑에서 벌어지는 세 여자들의 끝 없는 욕망과 처절한 사투, 성공과 질투에 눈 먼 세 여자의 무기 하나 없는 전쟁 드라마

## 제작진

### 제작사
- 주식회사 유비컬쳐
- 메이퀸픽쳐스

### 극본
- 신광호
- 이춘우

### 연출
- 노도철 : MBC TV 《일요일 일요일 밤에 - 게릴라 콘서트》(연출), MBC TV 《느낌표 - 하자 하자》(연출), MBC 일요 시트콤 《두근두근 체인지》(연출), MBC 주간 시트콤 《안녕, 프란체스카》(연출), MBC 월요 시트콤 《소울메이트》(연출), MBC 특집 드라마 《우리들의 해피엔딩》(연출), MBC 수목 드라마 《종합병원 2》(연출), MBC 주말 드라마 《반짝반짝 빛나는》(연출), MBC 일일 특별 기획 드라마 《엄마의 정원》(연출), MBC 수목 드라마 《군주 - 가면의 주인》(연출), MBC 월화 드라마 《검법남녀》(연출), MBC 월화 드라마 《검법남녀 2》(연출)

## 등장 인물

### 주요 인물
- 김하늘 : 우현 (여, 39세) 역 - "난 이제 물러날 곳이 없어, 이젠 내가 원하는 거 가질 거야."

UNI 홈쇼핑의 패션 쇼호스트. 편안한 진행과 무난한 실적, 적당히 고급스럽고 친근한 이미지.
- 이혜영 : 기모란 (여, 55세) 역 (대학생 시절: 김민주) - "넘어서는 안 되는 선? 그런 걸 왜 니들이 정해? 건방진 것들."

UNI 홈쇼핑의 전무, 평사원에서 부사장까지 오른 신화의 주인공. 제임스의 생모.
- 김성령 : 배옥선 (여, 52세) 역 (젊은 시절: 민수화) - "인생은 언제나 내 뒤통수를 갈기러 올 준비를 한다니까."

UNI 홈쇼핑의 간판 쇼호스트, 쇼호스트로 수년간 부동의 자리를 유지해왔고, 고정 팬층도 두터운 편.
- 김재철 : 현욱 (남, 40대 후반) 역 - UNI 홈쇼핑의 사장

큰 이변이 없는 한 UNI그룹의 후계자, 신애의 남편.

### 우현 주변 인물
- 김진우 : 도일 (남, 40대 초반) 역 - 우현의 남편

### 옥선 주변 인물
- 전노민 : 최인국 (남, 50대 중반) 역 - 옥선의 남편

명문 정치가 가문의 자제, 현재 국회의원 선거 유세에 열을 올리는 중.

### 현욱 주변 인물
- 한수연 : 함신애 (여, 30대 후반) 역 - 현욱의 아내

UNI와 비슷한 레벨의 재벌가 고명딸

### UNI 홈쇼핑 (PD)
- 정의제 : 서준범 (남, 30대 중반) 역 - UNI 홈쇼핑 차장급 PD, 입사 6년차.
- 문지인 : 노성우 (여, 20대 후반) 역 - UNI 홈쇼핑 신입 PD
- 박소은 : 임어진 (여, 20대 중반) 역 - UNI 홈쇼핑 신입 PD, 성우와 입사 동기다.

### UNI 홈쇼핑 (쇼호스트)
- 박희진 : 다비 (여, 30대 후반) 역 - UNI 홈쇼핑 식품 쇼호스트
- 신주아 : 고은나라 (여, 30대 후반) 역 - UNI 홈쇼핑 쇼호스트
- 유장영 : 상찬 (남, 20대 후반) 역 - UNI 홈쇼핑 쇼호스트

거의 모든 상품을 방송하는 올라운더

### UNI 홈쇼핑 (그 외)
- 김효선 : 안안나 (여, 30대 후반) 역 - UNI 홈쇼핑 패션팀 상품 기획MD

패션MD들 중 가장 능력자로 꼽히며, 절정의 감으로 작두를 탄 상태.
- 김도연 : 김수완 (여, 30대 후반) 역 - UNI 홈쇼핑 미용실 실장

본명 수완, 스스로 붙인 애칭 와니.
- 고윤빈 : 나경 (여, 30대 후반) 역 - UNI 홈쇼핑 코디팀 실장
- 심완준 : 박종수 (남, 50대 초반) 역 - UNI 홈쇼핑 지원 사업부 상무

사회생활은 처세로 시작해서 처세로 끝난다고 생각하는 인물

### 그 외 인물
- 윤현수 : 최정현 역
- 전국향 : 우현의 시어머니 역
- 정서연 : 지윤 역
- 서은 : 해수 역
- 김현욱 : 제임스 역
- 이혜은 : 혜림 역
- 강지섭 : 필원 역

## 시청률
최저 시청률과 최고 시청률은 시청률 조사회사와 지역별로 시청률에 차이가 있을 수 있습니다.
| 2022년 | 2022년   | 2022년         | 2022년       | 2022년 |
| 회차   | 방송일   | AGB 시청률     | AGB 시청률   |        |
| 회차   | 방송일   | 대한민국(전국) | 서울(수도권) |        |
| ------ | -------- | -------------- | ------------ | ------ |
| 제1회  | 3월 9일  | 4.375%         | 4.604%       |        |
| 제2회  | 3월 10일 | 3.997%         | 3.739%       |        |
| 제3회  | 3월 16일 | 3.158%         | 3.254%       |        |
| 제4회  | 3월 17일 | 3.499%         | 3.636%       |        |
| 제5회  | 3월 23일 | 2.251%         | 2.158%       |        |
| 제6회  | 3월 24일 | 3.636%         | 4.100%       |        |
| 제7회  | 3월 30일 | 2.306%         | 2.271%       |        |
| 제8회  | 3월 31일 | 2.629%         | 2.469%       |        |
| 제9회  | 4월 6일  | 3.210%         | 3.160%       |        |
| 제10회 | 4월 7일  | 3.670%         | 3.819%       |        |
| 제11회 | 4월 13일 | 3.354%         | 3.073%       |        |
| 제12회 | 4월 14일 | 3.823%         | 3.981%       |        |
| 제13회 | 4월 20일 | 3.554%         | 3.302%       |        |
| 제14회 | 4월 21일 | 4.736%         | 4.972%       |        |

## 편성 변경
- 2022년 3월 8일 : 킬힐 방영 분량이 16부작에서 2회 축소되어 14부작으로 변경 및 확정되었다.

## 참고 사항
- 노도철 PD, 박희진은 MBC 주간 시트콤 《안녕, 프란체스카》, MBC 주간 시트콤 《안녕, 프란체스카 2》, MBC 월화 드라마 《검법남녀》, MBC 월화 드라마 《검법남녀 2》에 이어 다섯 번째로 재회하여 합류하였다.

## 같이 보기
- 대한민국의 텔레비전 드라마 목록 (ㅋ)
- 2022년 대한민국의 텔레비전 드라마 목록